# Богородський Максим Михайлович
Макси́м Миха́йлович Богоро́дський (1987—2022) — старший сержант Збройних Сил України, учасник російсько-української війни.

## Життєпис
Народився 10 вересня 1987 року в місті Охтирка Сумської області.
Військову службу проходив у 91-му окремому Охтирському полку підтримки.
Загинув 26 лютого 2022 в районі міста Охтирка.

## Нагороди та вшанування
- Орден «За мужність» III ступеня[2].
- Почесний громадянин міста-героя Охтирки.